# Konrad Adams
Konrad Adams (* 24. September 1958 in Düsseldorf) ist ein deutscher Schauspieler, Regisseur und Sprecher.

## Leben
Nach dem Abitur studierte Konrad Adams Theater, Film und Fernsehwissenschaften in Köln. 1983 hatte er seine erste Theaterrolle in Molières "Der Geizige" am Rheinischen Landestheater in Neuss. Später spielte er an der Seite von Klaus Havenstein, Hans Putz, Wolfgang Wahl und Angèle Durand.
Dem Fernsehpublikum ist Adams aus Produktionen wie Hausmeister Krause, Marienhof und Der Bulle von Tölz bekannt. Seit 2010 arbeitet er als freischaffender Schauspieler und Regisseur.
2015 produzierte er am Theater ... und so fort in München sein erstes eigenes Theaterstück mit dem Namen Die Eule und das Kätzchen. Im Jahr 2019 übernahm er die künstlerische Leitung der "Glashausspiele" auf der Insel Reichenau. Seit 2021 ist er ausgebildeter Synchronsprecher.
Adams lebt in München.

## Filmografie (Auswahl)
- 1998: T.V. Kaiser / Höllische Nachbarn
- 1999–2009: Hausmeister Krause
- 2000: Nesthocker
- 2001: Romeo (Fernsehfilm)
- 2003: Der Bulle von Tölz: Freier Fall
- 2005: Der Bulle von Tölz
- 2006: Alles Atze
- 2007: Forsthaus Falkenau
- 2007: Ein Fall für B.A.R.Z
- 2009–2010: Marienhof
- 2011: Die Superbullen
- 2016: Ein Teil von uns
- 2024: Aktenzeichen XY … ungelöst
- 2024: Servus, Euer Ehren – Endlich Richterin (Fernsehfilm)

## Theater (Auswahl)

### Schauspiel
- 2006: Pepsie von Pierette Bruno als Frederick Hatch (kleines theater Bad Godesberg)
- 2007: Kunst von Yasmina Reza als Ivan (Theatermacher21 Stuttgart)
- 2011: Ingeborg (Komödie) von Curt Goetz als Ottokar (Theater auf der Insel Reichenau)
- 2011: Jane the Quene (Drama) von Heiko Dietz als John Dudley (Theater ... und so fort München)
- 2012: Der Trauschein (Komödie) von Ephraim Kishon als Daniel Brozowsky (Rheinisches Landestheater Neuss)
- 2012: Kurz vor Null (Krimi) von Agatha Christie als Inspector Battle (Blutenburg-Theater München)
- 2013: Bitte zurückbleiben von Heiko Dietz als Priester (Theater ... und so fort München)
- 2013: Arsen und Spitzenhäubchen (Krimikomödie) von Joseph Kesselring als Teddy Brewster (Blutenburg-Theater München)
- 2014: Das Haus in Montevideo von Curt Goetz als Traugott Nägler (Theater auf der Insel Reichenau)
- 2016: Sonny Boys von Neil Simon als Willi Clark (Theater auf der Insel Reichenau)
- 2017: Der zerbrochene Krug von Heinrich von Kleist als Dorfrichter Adam  (Clingenburg Festspiele Klingenberg)
- 2019: Michael Kohlhaas Oper von Paul von Klenau als Martin Luther (Den Jyske Opera Aarhus)
- 2018/2019: Und dann gabs keines mehr von Agatha Christie als Sir Lawrence Wargrave (Blutenburg-Theater München)
- 2020: Die Schmalspur Gigolos von Frank Piotraschke als Wirt Kuddel / (Theater ... und so fort München)
- 2021/2022: Die Feuerzangenbowle von Heinrich Spoerl u. Wilfried Schröder als Dr. Hellwig / Oberschulrat / (Komödie im Bayerischen Hof)

### Regie
- 2012: Der Trauschein von Ephraim Kishon (Theater auf der Insel Reichenau)
- 2014: Die Macht der Finsternis von Leo Tolstoi (Theater ... und so fort München)
- 2015: Schöne Geschichten von Mama und Papa (Komödie) von Alfonso Paso  (Theater auf der Insel Reichenau)
- 2015: Die Eule und das Kätzchen von Wilton Manhoff (Theater ... und so fort München)
- 2016: Mitternachtsspitzen von Janet Green (Blutenburg-Theater in München)
- 2018: Die Falle von Robert Thomas (Blutenburg-Theater München)
- 2019: Fisch zu viert von Wolfgang Kohlhaase und Rita Zimmer (Blutenburg-Theater München)
- 2019: Frühere Verhältnisse (Komödie) von Johann Nestroy  (Theater auf der Insel Reichenau)

## Synchronisation (Auswahl)
- 2016: Aeneas (Hörbuch)
- 2017: Ferdinand Balzac (Hörbuch)
- 2021: Homicide for the holidays (Dokumentarfilm)
- 2021: Amants (Kinofilm)
- 2021: Inventing Anna (TV-Serie)

## Auszeichnungen
- 2017: Publikumspreis bei den Clingenburg Festspielen als "Bester Schauspieler" in Der zerbrochene Krug